# Breitenbach (Sangerhausen)
Breitenbach is een dorp in de Duitse deelstaat Saksen-Anhalt, en maakt sinds 1 oktober 2005 als 'Ortsteil' deel uit van de stad Sangerhausen in de Landkreis Mansfeld-Südharz. Van 1952 tot 1990 behoorde Breitenbach tot het DDR-Bezirk Halle. Van 1990 - 2005 was het een zelfstandige gemeente. Breitenbach telt 286 inwoners.

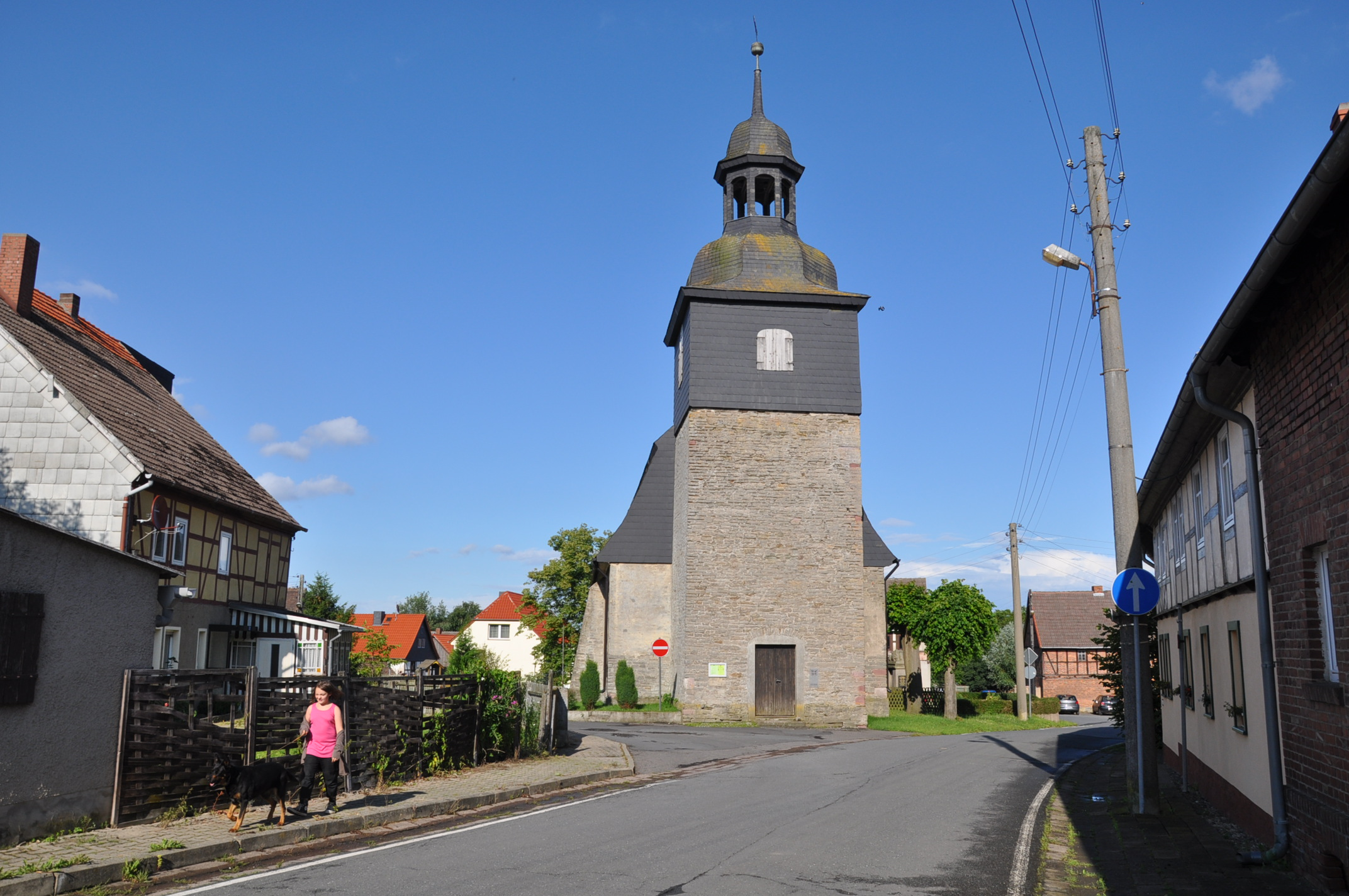
Hoofdstraat (Breitenbacher Straße) met kerk
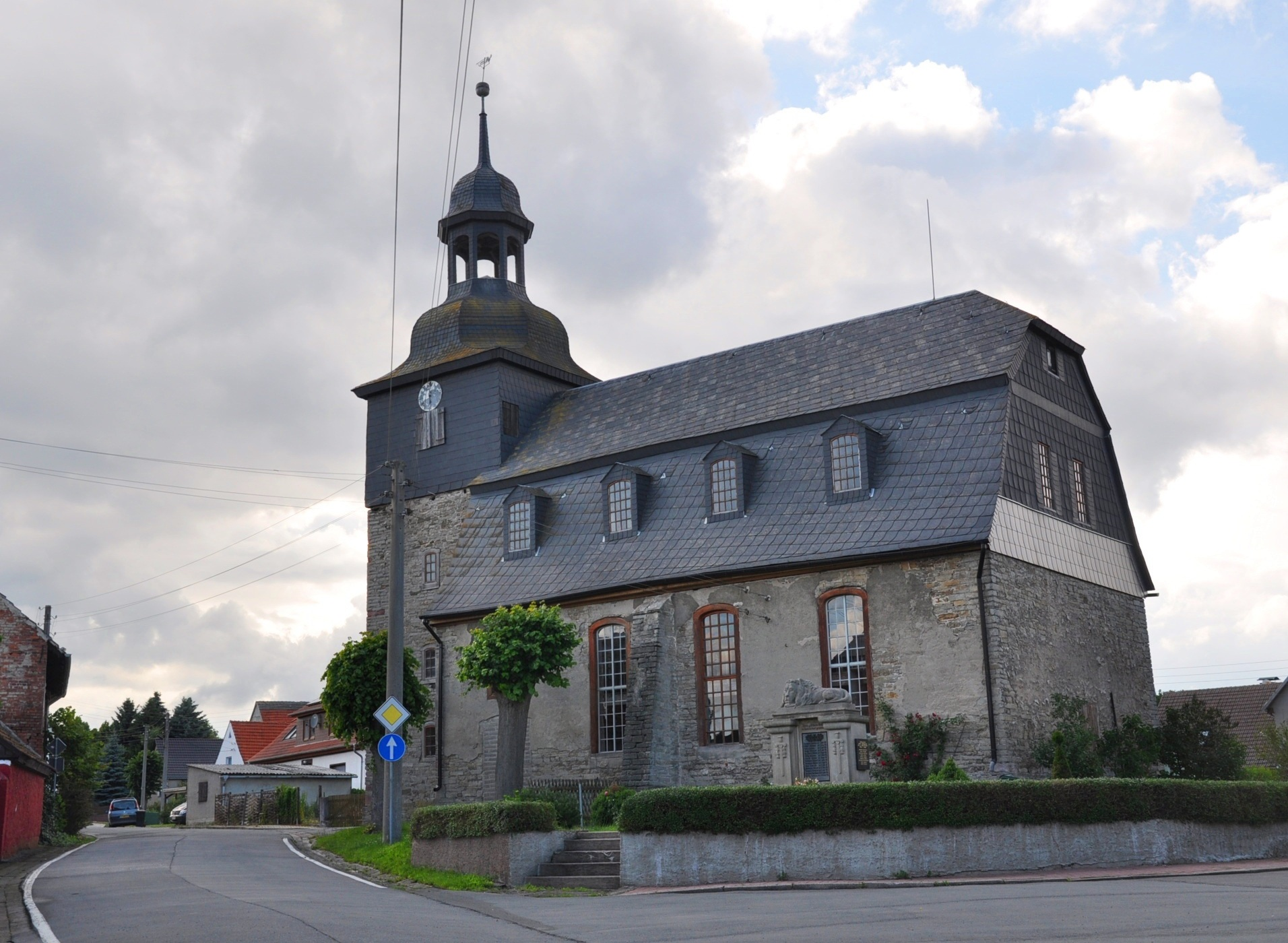
St. Maartenskerk